# 毛蕊菊
毛蕊菊（学名：Pilostemon filifolia）为菊科毛蕊菊属的植物。分布于俄罗斯以及中国大陆的新疆等地，生长于海拔720米的地区，常生长在沟边潮湿地，目前尚未由人工引种栽培。